# New Milford (Illinois)
New Milford è un villaggio degli Stati Uniti d'America, situato nello Stato dell'Illinois, nella contea di Winnebago.